# Hindsight Records
Hindsight Records ist ein amerikanisches Musiklabel mit Sitz in Massena (New York).

## Geschichte des Labels
Hindsight Records wurde zunächst als Jazzlabel vom Tontechniker und Studiobesitzer Wally Heider gegründet, einem Bigband-Fan, der den ersten Katalog des Labels aufbaute, indem er Aufnahmen von Big-Band-Rundfunksendungen aus den 1940er-Jahren, die noch nie kommerziell veröffentlicht worden waren, nach Verträgen mit den Künstlern oder deren Erben als Alben herausbrachte. 1979 wurde das Label von dem Unternehmer Tommaso „Thomas“ Gramuglia (1949–2024) erworben. Auf dem Label veröffentlichte er weiterhin Musik unter anderem im Bereich des Big Band Jazz, meist klanglich restaurierte Archivaufnahmen u. a. von Count Basie, Bunny Berigan, Les Brown, Benny Carter, Larry Clinton, Jimmy Dorsey, Duke Ellington, Dizzy Gillespie, Benny Goodman, Lionel Hampton, Sammy Kaye, Stan Kenton, Elliot Lawrence, Jimmie Lunceford, Glenn Miller, Lucky Millinder, Buddy Morrow, Russ Morgan, Alvino Rey, Buddy Rich, Artie Shaw, Charlie Spivak, Claude Thornhill und das Casa Loma Orchestra. darunter auch weniger bekannte Künstler wie Carmen Cavallaro, Skinnay Ennis, Shep Fields, Jan Garber, Gray Gordon, Jerry Gray, George Hall, Phil Harris, Dick Jurgens, Clyde McCoy, Hal McIntyre, Ozzie Nelson, Will Osborne, Ray Rivera, Jan Savitt, Sterling Young und Zim Zemarel, aber auch Aufnahmen von Waylon Jennings, andere Country-Music und klassische Musik.
Hindsight Records führte Sublabels bzw. Reihen wie America Swings, Collector’s Series Original Live Radio Broadcasts, County Rewind Records, Insight Records, Stradivari Classics, Swing Rewind Records, Tinseltown Records und The Uncollected.